# 니은 (가수)
니은(본명: 이니은)은 대한민국의 가수이다.

## 학력
- 세종대학교 대학원

## 데뷔
- 2000년 1집 앨범 "천상의 사랑"

## 음반
- 2000년 1집 천상의 사랑
- 2007년 나나나
- 2009년 사랑이 장난인가요
- 2011년 반짝 반짝 반짝
- 2012년 그대의 숨결, 가라! 사랑아
- 2012년 잔치 한 판 (멍석) (New Ver.)
- 2014년 베사메무쵸
- 2016년 뿅갔다
- 2017년 수리산 연가
- 2020년 특별한 사랑
- 2023년 1월 딱거기까지야/ 트로트인생 (Digital album)
- 2023년 2월  세월아 (Digital album)
- 2023년 3월 흐노니 (Dlgltal album)
- 2023년 5월 그렇게 (Digital album)
- 2025년 1월 거짓사랑 Digital album)

## 수상
- 1993년 일본 NHK 신인가요제 입상
- 2009년 제 17회 대한민국 문화연에대상 성인가요 신인상
- 2010년 제 18회 대한민국 문화연얘대상 우수상
- 2010년 제 11회 대한민국 연예문화상 성인가요부문 우수상,
- 2011년 대한가수 작가협회 신인가수상
- 2011년 제 12회 대한민국문화예술대상 우수상
- 2016년 대한민국 청조문화예술예예대상(가수부문)
- 2017년 대한민국 대한민국 인물대상 문화예술데상(예능가수부문)
- 2017년 대한민국을 빛낸 자랑스러운 한국인대상(트로트가요 인기댜상)
- 2018년 대한민국 전통가요대상 장려상
- 2018년 대한민국 예술문화스타대상 성신가요 인기상
- 2020년 대한민국 문화예술스타대상 최우수 가수상
- 2022년 한국문화예술문화 스타상 (방송특별 공로상)
- 2022년 제 1회 복지TV가요대상(인기 가수상)K-Trot
- 2023년 제 2회  복지TV가요대상(베스트가요대상)K-Trot
- 2024년 제 10회 대한민국예술문화스타대상(예술문화특별가수상)